# أبو عكاش
أبو عكاش كان أحد أعضاء تنظيم القاعدة. أُعتقد بأنه قُتل في هجوم بطائرة بدون طيار في قرية آسوري في شمال وزيرستان في 31 أكتوبر / تشرين الأول 2008. غير أنه تمكن من الفرار بأمان. كان معروفاً من قبل الأسماء المستعارة حجي عكاشة خان وعبد الرحمن ومالانج العراقي. ولد في العراق. أشتهر في عام 2007 عندما أصدر شريط فيديو يدعو لهجمات على قوات التحالف. وقالت المصادر بإن أبو عكاش كان رئيس الشؤون المالية للقاعدة في المنطقة وأقام مقره في مير علي بباكستان. قُتل أحد أبنائه في هجوم بطائرة بدون طيار في 30 نوفمبر / تشرين الثاني 2005. أبو عكاش قُتل في هجوم بطائرة بدون طيار في 24 سبتمبر / أيلول 2012.